# Катык
Каты́к — кисломолочный продукт, распространённый у тюркских народов, в странах Средней Азии, на Балканах.

## Этимология
Согласно данным Макса Фасмера, слово «катык» заимствовано в русский из тюркских языков. В переводе означает «застывший».

## Производство
Производится из натурального молока путём его сквашивания специальными бактериальными культурами. От всех других видов простокваши катык отличается приготовлением его из кипячёного молока, что обеспечивает более высокую жирность. Перед сквашиванием молоко при кипячении зачастую выпаривается на треть. Сквашивается в течение 6-10 часов в тепле (20-40 градусов) избегая тряски и перемешивания. Нередко подкрашивается свёклой или вишней. Современные производители предлагают катык не только традиционной, но и пониженной жирности.
После сцеживания из катыка сыворотки получается сузьма. Сузьма добавляется в готовые блюда, а также служит сырьём для изготовления курута — высушенных шариков из подсолённой сузьмы.
Хранится готовый катык 2-3 дня. Затем он становится более кислым и острым, и его уже можно добавлять в жирные супы и бульоны. В Средней Азии катык также употребляют самостоятельно как кефир или добавляют в салаты в качестве заправки, так как он обладает достаточной кислотностью. Используется для приготовления холодного напитка чалап. Чалап готовят из катыка/айрана путём разбавления водой, кумысом или молоком при добавлении небольшого количества соли и других специй.

## Полезные свойства
Закваска для катыка содержит комбинацию из болгарской палочки и молочнокислых стрептококков. Такое сочетание обеспечивает полезные свойства и высокую питательную ценность этого продукта.
- Микроорганизмы, с помощью которых готовится катык, обеспечивают высокую усваиваемость и биологическую ценность напитка.
- Катык содержит большое количество витаминов и микроэлементов, необходимых для поддержания здоровья человека.
- Катык подавляет развитие гнилостной микрофлоры кишечника, восстанавливает её необходимый баланс.
- Регулярное употребление катыка позволяет справиться с проблемами пищеварения.
- Катык обладает общеукрепляющим воздействием, способствует сохранению молодости и долголетия.

За потребление молочнокислых продуктов ратовал в 1900-х годах И. И. Мечников как за средство подавления анаэробного брожения в желудочно-кишечном тракте: «Приведённые факты показывают ясно, что в борьбе против кишечного гниения, вместо готовой молочной кислоты, следует вводить в организм разводки молочнокислых бактерий. Так как эти бактерии способны акклиматизироваться в кишечном канале человека, находя в нём для питания вещества, содержащие сахар, то они могут производить обеззараживающие вещества и служить на пользу организма, в котором они живут».